# Christophe Gaillard
Christophe Gaillard est un galeriste français spécialisé dans l'art contemporain.

## Biographie
Diplômé en lettres modernes et en musicologie, Christophe Gaillard s'initie à l'art contemporain en fréquentant musées, salles de ventes et librairies alors qu'il est encore régisseur général des Arts Florissants - William Christie et régisseur de scène (Opéra Bastille, Opéra Garnier, Opéra de Monte-Carlo ou encore Opéra de Lyon)[réf. souhaitée].
Collectionneur, il décide en 2007 d'ouvrir sa propre galerie rue de Thorigny à Paris dans le quartier du Marais. La Galerie Christophe Gaillard déménage en octobre 2015 dans ses nouveaux locaux au 5 rue Chapon, composés de deux espaces distincts : Main Space et Front Space[réf. souhaitée].
En 2021, il inaugure La Résidence / Le Tremblay en Normandie, dans un château normand du XVIIIe siècle qu’il a fait rénover. Il s’agit d’un lieu de résidence et d’exposition, consacré aux arts visuels, littéraires et musicaux. En 2023, il ouvre un nouvel espace à Bruxelles dirigé par Sophie Roose, en face de Kanal-Centre Pompidou.
En parallèle de son activité de galeriste, Christophe Gaillard mène une politique éditoriale en publiant des catalogues, livres d'artistes ou monographies des artistes qu'il représente[réf. souhaitée].

## Galerie

### Description
La Galerie Christophe Gaillard présente de jeunes artistes contemporains dont elle a organisé les premières expositions: Chiharu Shiota, Isabelle Le Minh, ou encore Julien des Monstiers. Par ailleurs, elle travaille à mieux faire connaître des artistes avant-gardistes des années 60 et 70, tels Arnulf Rainer, Tetsumi Kudo, Michel Journiac ou Daniel Pommereulle,,, dont elle a la représentation exclusive et dont elle présente le travail à la lumière des pratiques artistiques actuelles.
La Galerie Christophe Gaillard participe à de nombreuses Foires Internationales : Art Basel, Art Basel Miami, Art Basel Hong Kong, Frieze Masters, la FIAC, Armory Show, Independent New York et Bruxelles, Art Brussels, BRAFA, Artissima, ArtGenève, Paris Photo, etc.
La galerie est membre du Comité Professionnel des Galeries d'Art[réf. souhaitée].

### Artistes représentés
| - Marcel Bascoulard - Bina Baitel - Éric Baudart - Pierre-Yves Bohm - Stéphane Couturier - Hélène Delprat - Marina Gadonneix - Cate Giordano | - Thibault Hazelzet - Rachel de Joode - Michel Journiac - Fabian Knecht - Tetsumi Kudo | - Katarzyna Kozyra - Isabelle Le Minh - Michelle Lopez - Brian Maguire - Julien des Monstiers - Pierre Molinier - Anita Molinero | - Richard Nonas - Leo Orta - Daniel Pommereulle - Smith - Kate Steciw - Ceija Stojka - Pierre Tal Coat - Pablo Tomek - Deborah Turbeville - Philippe Vandenberg - Letha Wilson | - Unglee - Hannah Whitaker - Letha Wilson |